# Svetlya Peak
Der Svetlya Peak (englisch; bulgarisch връх Светля wrach Swetlja) ist ein felsiger, teilweise unvereister und 550 m hoher Berg am östlichen Ende der Poibrene Heights auf der Blagoewgrad-Halbinsel an der Oskar-II.-Küste des Grahamlands auf der Antarktischen Halbinsel. Er ragt 2,75 km östlich des St. Gorazd Peak, 8,84 km westlich des Daskot Point und 8,87 km nordwestlich des Kesten Point auf. Das Vaughan Inlet liegt nordöstlich von ihm.
Britische Wissenschaftler kartierten ihn 1974. Die bulgarische Kommission für Antarktische Geographische Namen benannte ihn 2013 nach der Ortschaft Swetlja im Westen Bulgariens.